# متحف التاريخ الوطني (بلغاريا)

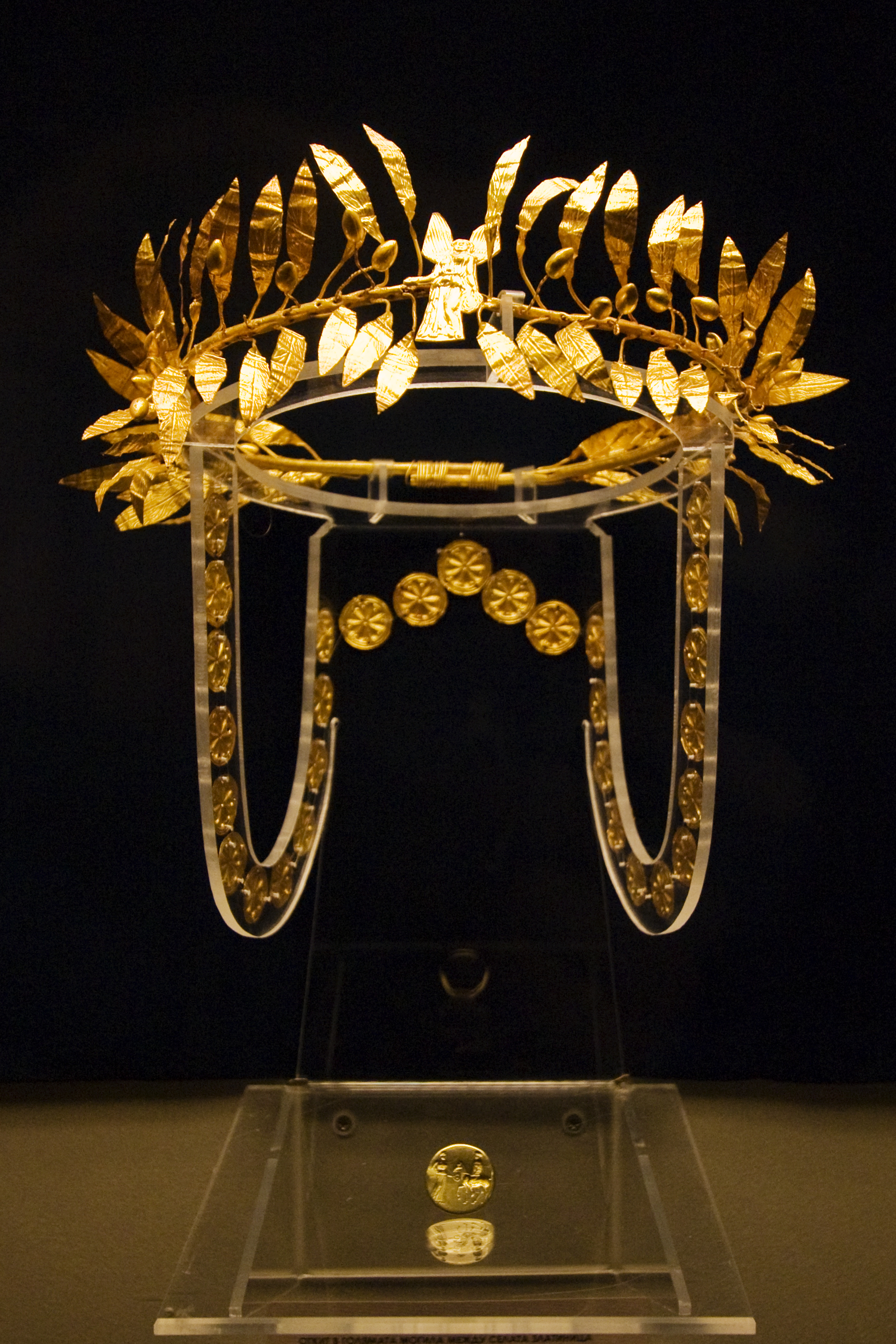
إكليل أرستقراطي، من القرن 4

متحف التاريخ الوطني في صوفيا في بلغاريا
يعتبر المتحف التاريخي الوطني واحداً من أكبر وأغنى المتاحف التاريخية في شبه جزيرة البلقان. إذ تحفظ فيه أكثر من 700000 تحفة أثرية من التراث الثقافي الذي يستعرض تاريخ بلغاريا الحالية من 8000 عام خلت حتى أيامنا الحالية. ولا تعرض في قاعات عرض المتحف إلا 10% من مجموع هذا التراث القيم والآثار القديمة.
تم تأسيس المتحف التاريخي الوطني في عام 1972 إلا أن أولى مجموعاته التحفيه قد افتتحت في بناية قصر العدلية عام 1984 وكجزء من احتفالات الذكرى 1300 على تأسس الدولة البلغارية. ومنذ عام 2000 يشغل المتحف بناية القصر الجمهوري في حي بويانا (Boyana) في صوفيا.

## المعروضات
تتوزع معروضات المتحف على خمس صالات: التاريخ القديم تراقي القديمة والعصور الوسطى - الإمبراطورية البلغارية الأولى (الفترة الواقعة ما بين القرنين السابع والحادي عشر)، والإمبراطورية البلغارية الثانية (الفترة الواقعة ما بين القرنين الثاني عشر والرابع عشر) والأراضي البلغارية ما بين القرنين الخامس عشر والتاسع عشر، والدولة البلغارية الثالثة (من عام 1878 حتى أيامنا الحالية). في جناح المتحف المكرس للتاريخ القديم (ما بين الألف السابعة والثانية قبل الميلاد) تعرض أدوات عمل عظمية وصوانية وتماثيل صغيرة وثنية وحلي وقطع فخارية.
في قاعة أخرى تعرض كنوز نادرة من عصر التراقيين. فإلى جانب كنوز باناغيوريشته (Panagyurishte) وروغوزين (Rogozensko) و ليتنيتسا (Letnishko) المشهورة في جميع أنحاء العالم يحفظ المعرض أيضاً الكنز الذي عثر عليه بالقرب من قرية دوفانليي (Duvanlii). بإمكان زوار المعرض مشاهدة العديد من الهدايا الجنائزية التي عثر عليها في أثناء التنقيبات في القبور المنتشرة في جميع أنحاء البلاد.
يُستعرض تاريخ العصور الوسطى لبلغاريا عن طريق قاعة خاصة. تشمل المجموعات المعروضة فيها تحفاً أثرية تعود إلى المملكتين البلغاريتين الأولى (ما بين القرنين 7 و11) والثانية (ما بين القرنين 12 و14) وهي تتضمن حلياً ومسكوكات وقطع ديكور فخارية وإيقونات وأوعية الذخائر المقدسة وغيرها. في قاعة أخرى يتم استعراض تاريخ الأراضي البلغارية في ظل السيطرة العثمانية في الفترة الواقعة ما بين عامي 1396 و1878. تنقسم هذه المرحلة من تاريخ بلغاريا إلى قسمين: القرون الوسطى المتأخرة (الفترة الواقعة ما بين القرنين 15 و17) وعصر النهضة البلغارية (الفترة الواقعة ما بين القرنين 18 و19). وعن طريق معروضات مختلفة يتم استعراض النضال في سبيل الاستقلال الكنسي والوطني ونشاط المنظمات الثورية واندلاع انتفاضة أبريل 1876 وتحرير بلغاريا في عام 1878. بإمكان الزوار أيضاً الإطلاع على معلومات إضافية عن تاريخ بلغاريا من مرحلة ما بعد التحرير حتى عام 1946 في القاعة التالية. فعن طريق أكثر من 600 من المعروضات يتم استعراض تطور الدولة البلغارية الجديدة. وتحتل مكاناً خاصاً المعروضات المتعلقة بالملوك البلغار ـ إذ تعرض حاجات شخصية تخص العائلة الملكية والكثير من المواد التي تشهد على تطور بناء الدولة البلغارية (في الفترة الواقعة ما بين العامين 1878 و1946). في قاعة خاصة تعرض مسكوكات قديمة، ومن المعروضات الثمينة مسكوكات من عصر الملك إيفان آسين الثاني (1218 - 1241) والملك إيفان أليكسندر (1331 - 1371) ومسكوكات بيزنطية وغيرها.
في الجناح الأتنوغرافي من المتحف يعرض نموذج مصغر لمدرسة من عصر النهضة البلغارية.
في فناء المعرض تعرض مجموعة ثمينة من الأعمدة الحجرية وآثار من عصور مختلفة - يونانية ورومانية وبيزنطية. كما تباع في المتحف تحف تذكارية ومنشورات إعلامية وكتب متخصصة. كما وأن أبواب مكتبة المتحف مفتوحة أمام الزوار.

## وصلات خارجية
- الموقع الرسمي